# 표선고등학교
표선고등학교(表善高等學校)는 대한민국 제주특별자치도 서귀포시 표선면 표선리에 있는 공립 고등학교이다.

## 학교 연혁
- 1954년 5월 22일 : 표선상업고등학교 설립 인가(상업과 6학급)
- 1954년 5월 31일 : 제1대 교장 현평숙 선생 취임
- 1954년 6월 18일 : 개교(표선면 표선리 634번지)
- 1963년 1월 29일 : 표선농업고등학교로 교명 변경 인가
- 1969년 9월 8일 : 학교 신축 이설(표선면 표선리 317번지)
- 1972년 9월 4일 : 표선상업고등학교로 교명 변경 인가
- 1982년 7월 30일 : 학교 신축 이설(표선면 표선리 1804번지)
- 1982년 9월 24일 : 표선종합고등학교로 교명 변경 인가(상업과 12학급, 보통과 6학급)
- 1990년 8월 27일 : 표선상업고등학교로 교명 변경 인가(상업과 12학급, 관광과 6학급)
- 1998년 2월 17일 : 급식소(백사관) 개관(593.6m2. 식당 332.8m2, 조리실 83.2m2, 기타 177.6m2)
- 2003년 2월 25일 : 다목적 강당(정의관) 준공
- 2007년 1월 12일 : 표선고등학교로 교명 변경 인가
- 2009년 1월 16일 : 기숙형 공립고 지정
- 2009년 4월 20일 : 학칙변경(일반고등학교 18학급)
- 2013년 3월 4일 : 제주특별자치도교육청 제4기 제주형 자율학교 지정
- 2025년 1월 3일 : 제69회 졸업 101명 졸업(졸업생 총 9,737명)
- 2025년 3월 1일 : 제33대 교장 노규남 선생 부임
- 2025년 3월 4일 : 제72회 입학(신입생 130명)

## 참고 자료
- 표선고등학교 - 한국교육학술정보원 학교알리미